# Сауэ (остановочный пункт)
Са́уэ (эст. Saue raudteepeatus) — железнодорожная остановка в городе Сауэ. Находится в 19 километров от Балтийского вокзала. На остановке расположены два пути и один перрон. На остановке останавливаются все поезда западного направления. Из Таллина в Сауэ поезд идёт 27 минут.